# Pablo Pedraza
Pablo Elías Pedraza Bustos (Santa Cruz de la Sierra, 10 de marzo de 1995) es un futbolista boliviano. Juega como defensa y su actual equipo es The Strongest de la Primera División de Bolivia.

## Selección nacional
Hizo su primera aparición con el primer equipo de Bolivia el 24 de marzo de 2018, en un partido amistoso contra Curazao.

## Clubes
| Club              | País    | Año               |
| ----------------- | ------- | ----------------- |
| Blooming          | Bolivia | 2012 - 2015       |
| Real Potosí       | Bolivia | 2015 - 2016       |
| The Strongest     | Bolivia | 2016 - 2017       |
| Bolívar           | Bolivia | 2017 - 2019       |
| Barnechea         | Chile   | 2020 - 2021       |
| Palmaflor         | Bolivia | 2022              |
| The Strongest     | Bolivia | 2023              |
| Al Quwa Al Jawiya | Irak    | 2024              |
| The Strongest     | Bolivia | 2025 - Actualidad |

## Palmarés

### Títulos nacionales
| Título           | Club          | País    | Año           |
| ---------------- | ------------- | ------- | ------------- |
| Primera División | The Strongest | Bolivia | Apertura 2016 |
| Primera División | Bolívar       | Bolivia | Clausura 2017 |
| Primera División | Bolívar       | Bolivia | Apertura 2019 |
| Primera División | The Strongest | Bolivia | 2023          |